# Амедео Наццарі
Амедео Наццарі (італ. Amedeo Nazzari; 10 грудня 1907, Кальярі, Сардинія, Італія — 5 листопада 1979, Рим, Італія) — італійський актор театру і кіно. Лауреат Премії «Срібна стрічка» за кращу чоловічу роль (1946—1947). Лауреат національної кінопремії «Давид ді Донателло» (1979). Зірка італійського кіно в 1940-х — 1950-х роках

## Біографія
АмедеоНаццарі був одним з провідних представників класичного італійського кіно, часто вважався місцевим варіантом австралійсько-американської зірки Ерола Флінна. Хоча він став зіркою у часи, коли в Італії правили фашисти, популярність Наццарі тривала і в післявоєнні роки.
Кар'єру в кіно почав в 1935 році. Дебютував у фільмі «Ginevra degli Almieri». Його перша екранна роль відбулася в фільмі «Кавалерія» (1936), продовжив в кінострічці «Братами Кастильони» (1937). Його прорив стався в 1938 році після ролі у фільмі «Лучано Серра, пілот» (1938), де він зіграв ветерана Першої світової війни, який повертається, щоб битися за Італію під час абіссінським війни.
Наццарі був перетворений на кумира публіки, став найприбутковішою кінозіркою італійського кіно.

## Фільмографія
- 1949 — Вовк з гори Сіла / Il lupo della Sila
- 1952 — Ми всі вбивці
- 1957 — Ночі Кабірії
- 1961 — Найкращі вороги
- 1969 — Сицилійський клан